# Église du Très-Saint-Corps-et-Sang-du-Christ de Rome
L'église du Très-Saint-Corps-et-Sang-du-Christ (en italien : chiesa del Santissimo Corpo e Sangue di Cristo) est une église romaine située dans le quartier Tuscolano sur la via Nami. Elle est dédiée à la dévotion au Précieux Sang.

## Historique
La paroisse Santissimo Corpo e Sangue di Cristo est instituée le 13 novembre 1972 par le décret Pastorali munere du pro-vicaire Ugo Poletti et est allouée aux Missionnaires du Précieux-Sang. Cependant l'église n'est construite qu'entre 1989 et 1991 sur les plans des architectes Ernesto Vichi et Aldo Aloysi. Elle est inaugurée en mars 1991, puis consacrée le 23 novembre 1991 par l'archevêque Remigio Ragonesi avant de recevoir une visite pastorale de Jean-Paul II le lendemain.

## Architecture et décorations
L'église, de plan carré, est construite en béton armé avec un plafond à caissons, également en béton, sous lequel se trouve une frise de lucarnes rectangulaires faisant entrer la lumière. La façade possède deux portails ouvrant sur une nef centrale unique.

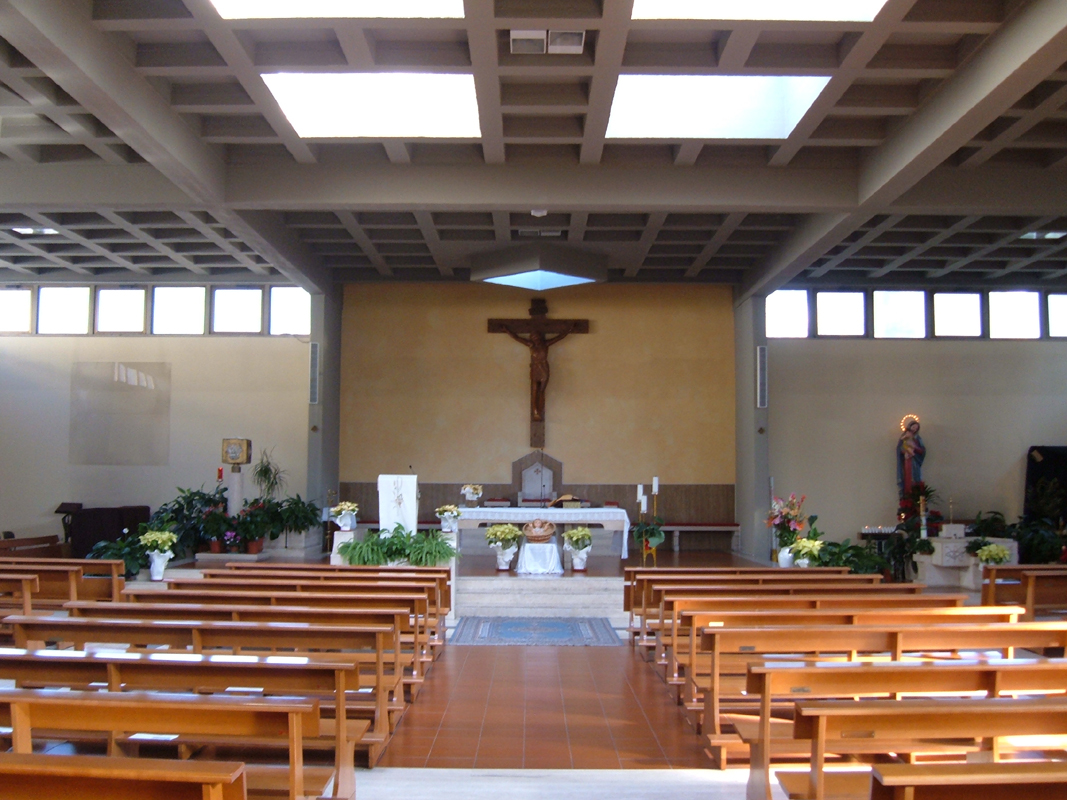
Nef centrale.